# Divočáci
Divočáci je americký film Walta Beckera z roku 2007.

## Obsah
Čtyři kamarádi se jednoho dne rozhodnou radikálním způsobem opepřit svůj nudný život na předměstí a vydají se na motorkářský výlet napříč Amerikou.

## Recenze
- Divočáci / Wild Hogs – 68 % na Kinobox -